# Pietro Deiro

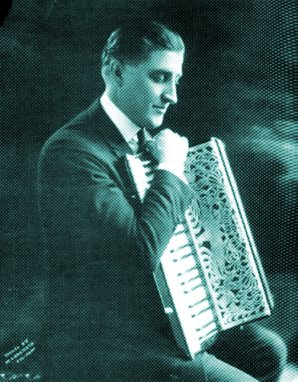
Pietro Deiro

Pietro Deiro, född 28 augusti 1888 i Salto Canavese nära Turin i Piemonte, död 1954, var en italiensk-amerikansk dragspelsvirtuos. Inspirerad av sin äldre bror Guido Deiro började han som nioåring att spela pianodragspel. År 1907 emigrerade han till USA och bidrog där till att väcka intresset för dragspelsmusik, vilket gjorde att han ibland kallades American Father of the Accordion.
En av hans mest kända melodier, Pietro's Return, spelades in 1914.